# Bruine duiker
De bruine duiker (Colymbetes fuscus) is een keversoort uit de familie van de  waterroofkevers (Dytiscidae). De wetenschappelijke naam van de soort is gepubliceerd in 1758 door Linnaeus in de tiende editie van Systema naturae.